# Sunniva de Selje
Sainte Sunniva de Selje - Xe siècle - sainte norvégienne, est la patronne de tout l'ouest de la Norvège.

Selon la légende, Sunniva était l'héritière d'un royaume irlandais, mais elle a dû s'enfuir quand un roi païen, qui voulait l'épouser, envahit son pays. Fête le 8 juillet.
Elle et ses compagnes trouvèrent refuge dans l'île norvégienne de Selja (actuellement sur le territoire de la commune de Selje dans le Nordfjord) et s'installèrent dans une caverne.
Les habitants de la région soupçonnaient les étrangers de voler leurs troupeaux, et le roi Håkon était arrivé là pour faire justice. Sunniva priait intensément pour ne pas tomber aux mains des païens. C'est alors, que des rochers tombèrent, et bouchèrent l'entrée de la caverne où elle et ses compagnes avaient trouvé refuge. Elles moururent ainsi, dans la grotte dont elles ne pouvaient plus ressortir.
Quelques années plus tard, des miracles eurent lieu sur l'île. C'est ainsi que le roi Olaf fit ouvrir la caverne en 996, et retrouva le corps intact de Sunniva.
Ultérieurement, un monastère bénédictin fut construit sur le site, dont on peut encore voir les ruines aujourd'hui.
Pendant le grand incendie de Bergen en 1198, la dépouille de Sunniva fut sortie de l'église où elle reposait, et amenée sur les lieux. Le feu s'arrêta, et le miracle fut constaté.
En 1170, l'histoire de Sunniva a été écrite par un hagiographe, en latin, dans un ouvrage intitulé  Acta sanctorum in Selio.